# Велла, Джузеппе
Джузеппе Велла (итал. Giuseppe Vella; 1749 год, Мальта — 1814 год) — итальянский аббат и эрудит, дерзкий фальсификатор, известен как автор подложной рукописи, содержавшей многие отрывки утраченных книг Тита Ливия в арабском переводе, и другой подложной рукописи о времени короля Рожера. Подлог был открыт, и Велла умер в тюрьме в 1814 году.

## Подробнее
Джузеппе Велла был родом с острова Мальты; хорошо знал арабский язык. Утверждал, что в одной мечети отыскал рукопись, содержавшую много отрывков утраченных книг Тита Ливия в арабском переводе. Затем нашёл, будто бы в Палермо, другую важную рукопись, заключавшую много драгоценных сведений о временах первого сицилийского короля Рожера, и перстень с печатью и арабской надписью, подтверждающей, что они принадлежали королю.
Сведения рукописи были важны в политическом отношении: они уничтожали права большей части сицилийских аристократов, которые вели свой род со времён Рожера. Велла доложил Неаполитанскому королю об открытых сокровищах и снискал его благоволение; казна приняла на себя издержки печатания рукописи, предложив издать её в арабском подлиннике и итальянском переводе аббата Веллы. Велла никому не давал своих рукописей и показывал их только людям, не понимавшим по-арабски, но, тем не менее, подлинники и переводы были одобрены итальянскими учёными, даже известным Тиксеном.
В 1789 году был издан в Палермо первый том кодекса под названием «Codice diplomatico di Sicilia sotto il governo degli Arabi»; спустя несколько лет была издана первая часть Ливия. Книга попала в руки маронита Симеона Ассемани, знавшего арабский как родной, и подлог открылся. Немцы приписывают эту честь Иосифу Гагеру, арабский язык знавшему мало. Возможно, что Ассемани сообщил ему свои замечания. Гагер первым сделал гласной фальсификацию в своей брошюрке, объяснив, между прочим, что собственные имена были написаны иначе, чем пишут арабы, и арабский язык был не чистым, а мальтийским наречием. Велла был заключён в тюрьму.